# Rogaining
El rogaining, és un esport d'equip practicat camp a través que consisteix en la disputa de curses a peu de llarga distància sense un itinerari establert, amb una duració màxima de 24 hores, en què els participants han d'aconseguir la màxima puntuació possible en un temps determinat passant per diversos controls, de valor diferent segons el seu grau de dificultat, els quals prèviament han seleccionat i ordenat d'acord amb el seu criteri a partir del mapa de què disposen.
En el rogaining és important l'estratègia a l'hora de seleccionar els controls i establir els recorreguts que no pas la velocitat i la resistència dels esportistes. El rogaining i la cursa d'orientació tenen moltes similituds, però els diferencia, principalment, el fet que el rogaining no es disputa contra rellotge, que no hi ha un ordre establert de controls i que no és obligatori passar per tots. L'esportista que practica el rogaining és un rogainer o una rogainera, i les curses de rogaining són les rogaine. En un rogaine la tàctica que es fa servir a l'hora d'escollir l'ordre de pas pels controls i els recorreguts té molta més transcendència que la velocitat i la resistència de l'equip. Les primeres competicions d'aquesta disciplina d'orientació que es feren a l'Estat espanyol foren organitzades per l'Associació Esportiva Xino-Xano, amb Felip Gili com a director. Així, entre aquestes es troben, el 2009, The Wild Boar Rogaining, i el 2010, el rogaining de l'Espluga Calva. Durant els darrers anys aquest tipus de curses d'orientació s'han anat popularitzant, i cada vegada podem trobar-ne més en el panorama atlètic català.
Està regulat per la Federació Internacional de Rogaining (International Rogaining Federation) va ser fundada el 1989 amb seu a Melbourne, amb l'objectiu de fomentar, aglutinar i donar suport a les diferents organitzacions, clubs, i associacions arreu del món.
A Catalunya aquesta modalitat esportiva està dins la Federació de Curses d'Orientació de Catalunya (FCOC). Cada any organitza la Copa Catalana de Rogaining Arxivat 2021-01-24 a Wayback Machine.. A nivell estatal, l'esport i competicions depenen d'Iberogaine Arxivat 2021-04-13 a Wayback Machine.. La FCOC és membre fundador de la Iberogaine, creada el 7 de setembre de 2013 i que és el màxim organisme representant d’aquest esport a Espanya. El Juny del 2014 va entrar com a membre de ple dret a l’International Rogaining Federation.
De les diferents modalitats d’Orientació Esportiva i esports de navegació pel medi natural que s’engloben dins la Federació de Curses d’Orientació de Catalunya, el Rogaine és la que es considera cursa de fons de llarga distància. La durada de les proves internacionals és de 24 hores. A l’àmbit nacional podem trobar curses de 12 hores i 6 hores formant part de calendaris oficials i Campionats de Catalunya. La modalitat de 3 hores es per a proves de caràcter popular i iniciació.
El treball en equip, la resistència, la competició i la valoració del medi natural són característiques de l'esport. Rogaine implica tant la planificació de la ruta com la navegació entre els punts de control mitjançant mapes d’orientació esportiva.
L'esport consisteix en localitzar el màxim de balises possibles i tornar al punt d’arribada dins del temps màxim permès. Les balises estan senyalitzades en un mapa d’orientació a escala 1:15000 o 1:20000 i tenen diferents puntuacions segons la dificultat tècnica i física per assolir-les. Qui suma més punts, és l'equip guanyador. Si s’arriba fora de temps, es van restant punts progressivament fins a la desqualificació total si es supera un temps màxim preestablert. Els membres de cada equip sempre han d’anar junts i no poden separar-se.
Els Rogaines solen ser esdeveniments de dia i de nit en què equips de dos a cinc membres viatgen completament a peu, navegant pel mapa i amb la única ajuda d’una brúixola. Es disputen en un terreny que varia des de camp obert fins a boscos muntanyosos. Els equips seleccionen la seva pròpia ruta i traçats de forma prèvia a la sortida. El mapa es lliura abans de la sortida a cada equip, per tal que cadascú prepari la seva pròpia estratègia segons els punts forts i febles de cada equip. 2 hores abans per la modalitat 24 h, 1 hora abans per la modalitat de 12 h, 20 minuts abans a la modalitat de 6 hores i 15 minuts abans a la modalitat de 3 hores. La sortida es conjunta de tots els equips i des d‘un mateix punt.
Un campament base central (Hash House) ofereix àpats calents i els equips podran tornar en qualsevol moment per menjar, descansar o fer cures mèdiques. Els equips viatgen al seu ritme i qualsevol persona, des de nens fins a avis, pot experimentar la satisfacció personal que es desprèn de la navegació a nivell internacional a nivells de competència i confort.

## Història

### A nivell internacional
Aquesta disciplina neix a Austràlia. L’origen del Rogaine es pot remuntar al Club d'Alpinisme de la Universitat de Melbourne. El 1947 Bill Bewsher va organitzar una competició de vint-i-quatre hores a peu amb uns punts a localitzar marcats a un mapa. Va enviar cinc participants a una zona entre Warburton i Hurstbridge, sobre el Mont Donna Buang prop de Melbourne. Bill i Ian Leslie formaven un equip, els geòlegs John McAndrew i Peter Crohn l'altre equip. Noel Stephens era el cinquè, i intercanviava equip sempre que aquests es trobàven. Així va començar una tradició de caminades de mig hivern de vint-i-quatre hores.
El 1961, Ted Lovegrove es va traslladar de Melbourne a Adelaida i va ajudar a fundar el Adelaide University Mountain Club. L’any següent, va organitzar la primera caminada de vint-i-quatre hores a la Universitat d’Adelaida seguint el mateix model. El 1963, Max Corry va proposar que MUMC configurés una competició interuniversitària, i es van celebrar concursos no oficials entre les universitats de Melbourne, Monash, Adelaide i Newcastle, de 1964 a 1968. Aquests esdeveniments de "Intervarsity Mountaineering" es van celebrar des de llavors.
Les primeres regles eren importants pel fet que especificaven un esdeveniment de puntuació més que un esdeveniment de línia tal com eren abans. El 1972, el Surrey Thomas Rover Crew (STR) es va comprometre a organitzar un esdeveniment anual de vint-i-quatre hores per al públic en general. L’arribada d’aquest esdeveniment va ser catalítica per a l'esport, atraient a competidors que feien diversos rogaines a l’any. Això va comportar millores considerables en els estàndards competitius i organitzatius i una transferència significativa d’idees entre els diversos grups. També era obvi que es feia necessària una forma de coordinació entre la Universitat de Melbourne, Surrey Thomas Rovers, la intervarsitat, Monash i els esdeveniments australians del sud. A principis dels anys 70 tothom es va adonar que l'esport de la navegació de fons de vint-i-quatre hores tenia un atractiu i un màrqueting molt més ampli del que s'havia pensat abans.
El 1976 es va resoldre un dels principals problemes que impedia que aquesta activitat es convertís en un esport significatiu. S’havia reconegut com a esport però no tenia nom i, per tant, una vida poc coherent. Aleshores, el que havia estat un joc per desenvolupar títols per a esdeveniments va donar lloc a un nom per a l'esport i a una tradició de noms memorables per a rogaines claus. La paraula "rogaine" va ser creada a partir dels noms dels organitzadors d'una caminada de vint-i-quatre hores el 1976, RO (d) GAI (l) NE (il), i es va conservar per a esdeveniments posteriors. Quan es va formar l'Associació Victoriana de Rogaining, els seus membres van adoptar el "rogaining" com a nom del seu esport de navegació de fons a llarga distància i el terme va ser adoptat ràpidament per l'Associació Scouting, l'Associació Esportiva Intervarsity i els clubs excursionistes universitaris per donar al nou esport identitat pròpia. Ben aviat els mitjans de comunicació, els governs i els diccionaris internacionals van reconèixer “rogaine” i “rogaining” com a paraules noves d’ús comú per a un esport amb característiques distintives d'altres modalitats de navegació pel medi natural: treball en equip, autosuficiència i resistència. El logo rogaining de la muntanya en sol i foscor va ser dissenyat per Sue Grice el 1978 i descriu les característiques essencials que diferencien el rogaining de la majoria de les altres formes d’esforç humà.
Un dels primers objectius de la nova associació va ser dur a terme una entusiasta campanya de promoció adreçada al gran públic i en un termini de quatre anys va comptar amb més d’un miler de membres. Un altre objectiu era iniciar un campionat estatal de rogaining. Mitjançant una aliança amb els Surrey Thomas Rovers, el primer campionat victorià de Rogaining es va celebrar al desembre de 1976, conjuntament amb el rogaine anual Surrey Thomas Rovers. El lloc per a la Rogaine de Tallarook era particularment popular: un altiplà boscós de granit amb pendent pronunciat que baixa fins als contraforts dels voltants. La cooperació entre l’Associació Victoriana Rogaining i Surrey Thomas Rovers va continuar durant dues dècades.
Al 1979, hi havia una clara necessitat que un organisme estatal assumís el paper de promoció de l'esport a nivell nacional i internacional. Per tant, al febrer de 1979 es va formar l'Associació Australiana de Rogaining. Diversos mesos de planificació van permetre els primers Campionats d'Austràlia de Rogaining a Tallarook. El 1980, l'Associació Australiana de Rogaining va desenvolupar directrius per a organitzadors i regles per a l'esport a nivell de campionat. Aquestes normes reflecteixen el nou estat del rogaining com a esport, però encara deuen gran part del seu caràcter a les regles originals elaborades per David Hogg per a la competició universitària.
Amb el desenvolupament internacional del Rogaining, l'Associació Australiana de Rogaining ha tingut un paper principal en l'actualització i el manteniment de les regles de l'esport i dels estàndards tècnics que s'esperen als principals rogaines.
Abans de la formació de la Federació Internacional de Rogaining el 1989, s'havien celebrat quatre rogaines fora d'Austràlia, totes a l'oest del Canadà. Cinc anys després, quinze organitzacions i clubs diferents a Nova Zelanda, Estats Units i el Canadà havien gestionat un total de quaranta rogaines. Destaquen els primers anys de rogaining internacional: el més impressionant Rogaine d'Alberta, Canadà, el 1er Campionat Mundial de Rogaining a prop de Melbourne, Austràlia, el 2n Campionat Mundial de Rogaining a l'Oest d'Austràlia i el tercer Campionat Mundial de Rogaining a la Columbia Britànica.

### A Catalunya
Al 2009 es va organitzar i dur a terme la primera prova a territori espanyol, a Catalunya. Va ser al mes de gener amb la celebració de la primera The Wild Boar organitzada per Felip Gili. Gràcies a l’èxit i la bona rebuda per part de la comunitat orientadora i d'altres esportistes, a partir del 2010 es crea el campionat de Catalunya de Rogaine, format per diferents curses dins el paraigües de la FCOC.

Ràpidament les proves de la FCOC van rebre reconeixement internacional. Fruit d’això, el Rogaine internacional a La Llacuna, els dies 26 i 27 de Gener de 2013, va ser seu del 10è Campionat d’Europa de Rogaine. Més recentment, el 26 i 27 de Juliol del 2019, La Molina va acollir el 16è Mundial de la modalitat, el darrer disputat fins ara. 

Senyal usat per designar els punts de control en una cursa.

## Informació referent als campionats a nivell internacional
El primer campionat del Món de Rogaine es remunta al 1992. L’IRF el va organitzar de la mà la federació australiana per tal d’organitzar-ho al país origen d’aquest esport. Va trigar 4 anys en fer la segona edició, també a Austràlia. Però des del 1996 es va celebrar cada 2 anys fins al 2012. Des de llavors, la cita és anual. A més de a Austràlia (4 cops) l’han acollit els Estats Units (2), Nova Zelanda (2), República Txeca (2), Canadà, Finlàndia, Estònia, Rússia, Letònia i Catalunya.
S’han disputat també 16 edicions del Campionat d’Europa de Rogaine, la darrera aquest passat Agost del 2020 a Letònia. Catalunya va acollir l'edició la 10a edició (2013) i la Serra d’Aralar de Navarra la 13a (2016) sota l’organització de l’Iberogaine. És una competició anual, tot i que algun any s’ha suspès. A Catalunya se celebra anualment des del 2010. Enguany la 10a edició serà al novembre al Cap de Creus. Des del 2014, se celebra el Campeonato de España, també anual.

### Campionats del Món
| Edició                                  | Data               | Localització                                    | Organitzador                                               |
| 1st World Rogaining Championships 1992  | 9 Oct–10 Oct 1992  | Beechworth, Victoria, Australia                 | Australian Rogaining Association                           |
| 2nd World Rogaining Championships 1996  | 31 Aug–1 Sep 1996  | Mt Singleton, Western Australia, Australia      | Australian Rogaining Association                           |
| 3rd World Rogaining Championships 1998  | 4 Aug–5 Aug 1998   | Kamloops, British Columbia, Canada              | Sage Orienteering and Rogaining Club                       |
| 4th World Rogaining Championships 2000  | 15 Jan–16 Jan 2000 | Christchurch, North Canterbury, New Zealand     | New Zealand Rogaining Association                          |
| 5th World Rogaining Championships 2002  | 26 Jul–27 Jul 2002 | Lesna, Czech Republic                           | Czech Rogaining Association                                |
| 6th World Rogaining Championships 2004  | 8 May–9 May 2004   | Tucson, Arizona, USA                            | Orienteering USA                                           |
| 7th World Rogaining Championships 2006  | 13 Oct–14 Oct 2006 | Warrumbungle Mts, NSW, Australia                | Australian Rogaining Association                           |
| 8th World Rogaining Championships 2008  | 13 Sep–14 Sep 2008 | Karula National Park, Estonia                   | TAOK Rogaining Club                                        |
| 9th World Rogaining Championships 2010  | 20 Nov–21 Nov 2010 | Cheviot, North Canterbury, New Zealand          | New Zealand Rogaining Association                          |
| 10th World Rogaining Championships 2012 | 31 Aug–1 Sep 2012  | Prebuz, Czech Republic                          | Czech Rogaining Association                                |
| 11th World Rogaining Championships 2013 | 26 Jul–27 Jul 2013 | Pustoshka, Pskov region, Russian Federation     | Russian Rogaining Federation                               |
| 12th World Rogaining Championships 2014 | 16 Aug–17 Aug 2014 | Black Hills, South Dakota, USA                  | Orienteering USA, Black Hills OC, and Peak Assurance, Inc. |
| 13th World Rogaining Championships 2015 | 22 Aug–23 Aug 2015 | Kiilopää, Lapland, Finland                      | Kalke Ry                                                   |
| 14th World Rogaining Championships 2016 | 23 Jul–24 Jul 2016 | Ross iver Resort, Northern Territory, Australia | Australian Rogaining Association                           |
| 15th World Rogaining Championships 2017 | 18 Aug–19 Aug 2017 | Razna, Latvia                                   | Latvian Rogaining Association                              |
| 16th World Rogaining Championships 2019 | 27 Jul–28 Jul 2019 | La Molina, Catalunya                            | Federació de Curses d’Orientació de Catalunya (FCOC)       |

## Organització internacional.
L'esport és regulat i organitzat a nivell mundial per l’IRF (International Rogaining Federation). A principis del 1989, un grup format per Neil Phillips (Austràlia), Richard Matthews (Austràlia), David Stephens (Austràlia), Bob Reddick (Estats Units), Pat Albright (Estats Units) Andrew Newson (Canadà), Ron Andrews (Canadà) i Rod Phillips (Austràlia) va començar a treballar per a la formació d'una organització internacional de rogaining. El 16 de juny de 1989, es va constituir la Federació Internacional de Rogaining (IRF) en la seva reunió inaugural a Calgary, Canadà, amb Neil Phillips i Richard Matthews com a president i vicepresident respectivament.
Els objectius de la Federació Internacional de Rogaining són:
- Promoure i desenvolupar l'esport del rogaining internacionalment.

- Mantenir els principis fonamentals i la cultura del rogaining.

- Mantenir les normes i normes tècniques internacionals de rogaining.

- Promocionar, premiar i supervisar els Campionats Mundials de Rogaining.

- Proporcionar un enfocament de comunicació per als participants i organitzadors de rogaine.

La vintena de Federacions reconegudes oficialment per la IRF són:
Austràlia, Estònia, República Txeca, Estats Units, Nova Zelanda, Rússia, Ucraïna, Letònia, Finlàndia, Espanya, Brasil, Canada, Suècia, Alemanya, Sud-àfrica, Lituània, Israel, Romania, França i Italià.

## Categories i nivells.
S’estableixen diferents categories segons el gènere i l'edat dels membres que formen l'equip (de 2 a 5 persones):
Categories absolutes:
- OPEN ABSOLUT MASCULÍ (HO) -> Màxima categoria a nivell competitiu. Homes de qualsevol edat poden formar part.

- OPEN ABSOLUT FEMENÍ (DO) -> Màxima categoria a nivell competitiu. Dones de qualsevol edat poden formar part.

- MIXTES OPEN (XO) -> Màxima categoria a nivell competitiu. Membres de qualsevol edat poden formar part. Al menys una dona i un home.

Categories de joves:
- Homes Joves- Tots menors de 23 anys.

- Dones Joves- Totes menors de 23 anys.
- Joves Mixtes- Almenys una dona i un home, tots menors de 23 anys.

Categories de veterans:
- Homes veterans (HV). Homes, 40 anys o més.

- Dones veteranes (DV). Dones, 40 anys o més.

- Mixtes Veterans (MV). Almenys una dona i un home, 40 anys o més.

- Homes Super Veterans (HSV). Homes, 55 anys o més.
- Dones Super Veteranes (DSV). Dones, 55 anys o més.
- Mixtes Super Veterans (MSV). Almenys una dona i un home, 55 anys o més.

- Homes Ultra veterans (HUV). Homes, 65 anys o més.

- Dones Ultra Veteranes (DUV). Dones, 65 anys o més.
- Mixtes Ultra Veterans (MUV). Almenys una dona i un home, 65 anys o més.

## Proves que inclou la disciplina.
La única variació és la durada de la competició. La temps màxim de les proves internacionals és de 24 hores. A l’àmbit nacional podem trobar curses de 12 hores i 6 hores formant part de calendaris oficials i Campionats de Catalunya. La modalitat de 3 hores es per a proves de caràcter popular i iniciació.